# Linospadix minor
Linospadix minor là loài thực vật có hoa thuộc họ Arecaceae. Loài này được (W.Hill) Burret mô tả khoa học đầu tiên năm 1935.